# Ain't my beating heart
Ain't my beating heart is een single van de Nederlandse band Ten Sharp uit 1991. Het werd uitgebracht op een 7" single (45 toeren) en een maxi-cd. Daarnaast verscheen het op een muziekalbum (op zowel een elpee als een cd). Het kwam in de hitlijsten terecht van Nederland, Duitsland en Zwitserland.

## Tracks
single (7", 45 toeren)
1. "Ain't my beating heart" - 4:10
2. Who needs women - 4:39

Maxi-single (cd)
1. Ain't my beating heart - 4:14
2. "Who needs women" - 4:39
3. "Only a miracle" - 4:07
4. Goin' on (instrumentaal) - 3:44

## Hitnoteringen
| Nederlandse Top 40: 06-07-1991 t/m 20-07-1991 | Nederlandse Top 40: 06-07-1991 t/m 20-07-1991 | Nederlandse Top 40: 06-07-1991 t/m 20-07-1991 | Nederlandse Top 40: 06-07-1991 t/m 20-07-1991 | Nederlandse Top 40: 06-07-1991 t/m 20-07-1991 |
| Week:                                         | 1                                             | 2                                             | 3                                             |                                               |
| --------------------------------------------- | --------------------------------------------- | --------------------------------------------- | --------------------------------------------- | --------------------------------------------- |
| Positie                                       | 38                                            | 32                                            | 34                                            | uit                                           |

| Nederlandse Nationale Top 100: 15-06-1991 t/m 10-08-1991 | Nederlandse Nationale Top 100: 15-06-1991 t/m 10-08-1991 | Nederlandse Nationale Top 100: 15-06-1991 t/m 10-08-1991 | Nederlandse Nationale Top 100: 15-06-1991 t/m 10-08-1991 | Nederlandse Nationale Top 100: 15-06-1991 t/m 10-08-1991 | Nederlandse Nationale Top 100: 15-06-1991 t/m 10-08-1991 | Nederlandse Nationale Top 100: 15-06-1991 t/m 10-08-1991 | Nederlandse Nationale Top 100: 15-06-1991 t/m 10-08-1991 | Nederlandse Nationale Top 100: 15-06-1991 t/m 10-08-1991 | Nederlandse Nationale Top 100: 15-06-1991 t/m 10-08-1991 | Nederlandse Nationale Top 100: 15-06-1991 t/m 10-08-1991 |
| Week:                                                    | 1                                                        | 2                                                        | 3                                                        | 4                                                        | 5                                                        | 6                                                        | 7                                                        | 8                                                        | 9                                                        |                                                          |
| -------------------------------------------------------- | -------------------------------------------------------- | -------------------------------------------------------- | -------------------------------------------------------- | -------------------------------------------------------- | -------------------------------------------------------- | -------------------------------------------------------- | -------------------------------------------------------- | -------------------------------------------------------- | -------------------------------------------------------- | -------------------------------------------------------- |
| Positie:                                                 | 97                                                       | 83                                                       | 68                                                       | 45                                                       | 32                                                       | 27                                                       | 39                                                       | 52                                                       | 92                                                       | uit                                                      |